# 耶律覿烈
耶律覿烈（880年—935年），字兀里轸，辽国军官。契丹六院部蒲古只夷离堇后裔。父耶律偶思，也是夷离堇。

## 经历
早年耶律阿保机为于越时，耶律觌烈因谨愿宽恕被重用。耶律阿保机即位，兄耶律曷鲁任宿卫，因此耶律觌烈入侍帷幄，参与政事。神册三年（918年），耶律曷鲁逝世，耶律觌烈任迭剌部夷离堇，管理南方事物。与党项交战时，皇太子耶律倍为先锋，耶律觌烈为副先锋。契丹军至天德、云内，分道并进。耶律觌烈方面军渡河力战，斩获甚众。
天赞初年，迭剌部分为北、南两院，各设夷离堇。当时大元帅率师由古北口略燕地，耶律觌烈到山西，所到城堡均攻克，耶律阿保机表彰，赏赐很多。耶律覿烈跟随耶律阿保机参与辽与渤海国的战争，渤海国扶馀城被攻克，耶律觌烈与寅底石守城。
天显二年（927年），留守辽南京。天显十年（935年）逝世，虚岁五十六。
弟弟耶律羽之。

## 延伸阅读
[在维基数据编辑]
 《遼史·卷75》，出自脱脱《遼史》